# إنقاذ الطعام

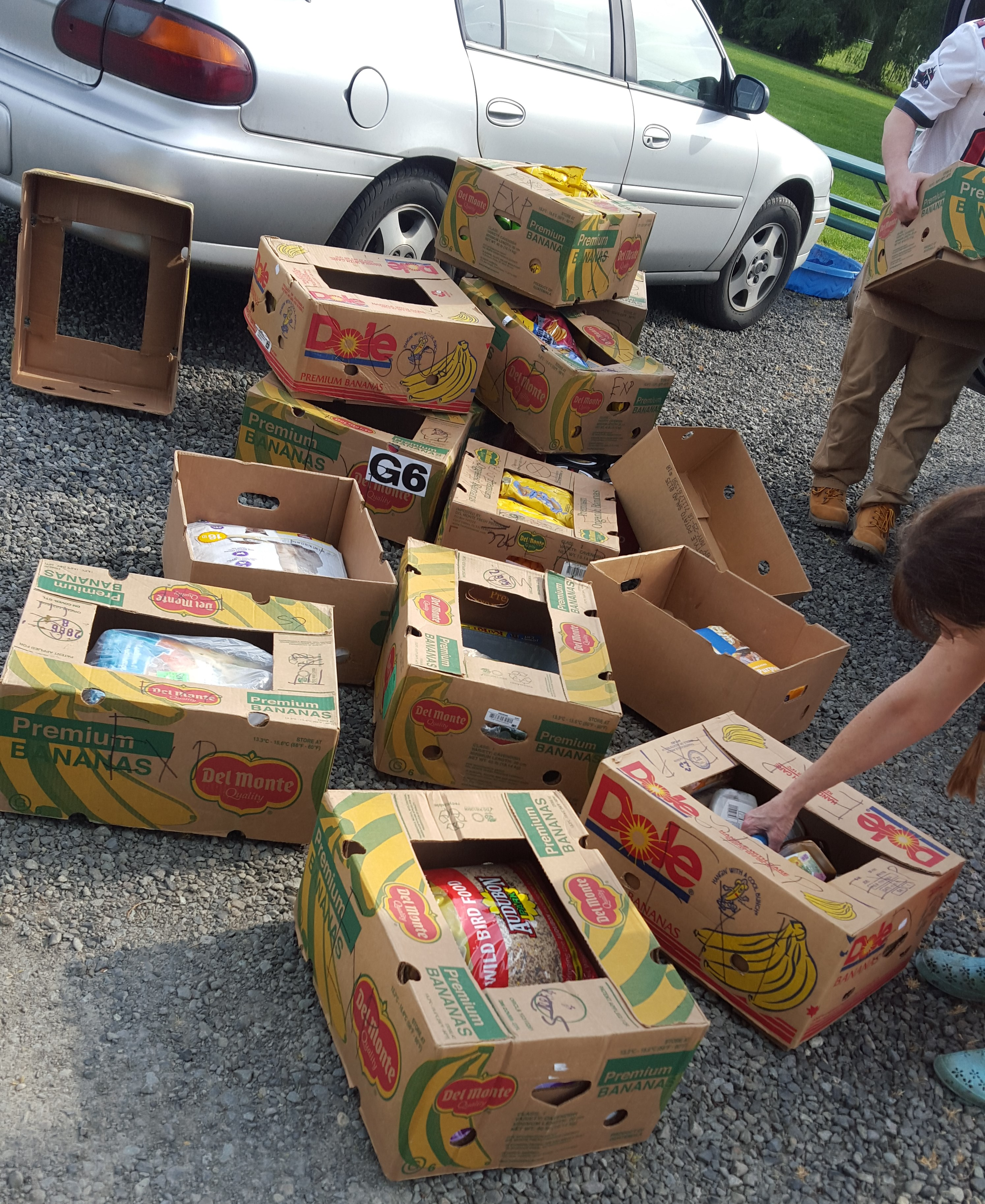
إنقاذ المواد الغذائية من التخلص منها.

إنقاذ الطعام أو كما يسمى استعادة الطعام أو انتشال الطعام  هو عبارة عن التقاط الأطعمة الصالحة للأكل من المطاعم ومحالّ البقالة والأسواق الإنتاجية ومرافق الطعام وتوزيعها على برامج الأغذية في حالات الطوارئ المحلية.
يكون الطعام المستعاد صالح للأكل، ولكنه لا يكون دائما صالح للبيع. تتبرع محالّ البقالة وبائعو الطعام والمطاعم ومحالّ المزارع بالمنتجات التي تخطت فترة الصلاحية أو بها عيب مثل تفاحة بها كدمة أو خبز غير طازج. وفي بعض الأحيان تكون الأطعمة خالية من أي عيب، لكن على سبيل المثال قد تطلب بعض المطاعم الكثير من الطعام أو يكون لديها الكثير من الأطعمة الجيدة مثل بواقي لحوم أو أسماك ولكنها تكون منتجات ثانوية تستخدم في طبخ الطعام والتقديم. قد تتبرع مصانع الأطعمة بمنتجات التي تفشل بشكل هامشي في معايير الجودة أو يكون تاريخ صلاحيتها قصير.
وتأتي المنظمات التي تشجع استعادة الطعام وإنقاذ الطعام والمشاركة والانتشال وكل خطط تجنب النفايات تحت مظلة بنوك الأطعمة، ومخازن الأطعمة، ومطبخ الحساء.

## التفاصيل
في أغلب الحالات، الطعام الذي تم إنقاذه يحفظ من التخلص منه في صناديق القمامة وبشكل نهائي في مكبات النفايات وأماكن تخلص النفايات الأخرى. يحفظ الطعام المستعاد في المزارع من الحرث. في المزارع، يجب أن تكون التبرعات قد تم حصادها في أغلب الأحيان، أو ملتقطة من قبل المتطوعين. للمساعدة في إنقاذ الطعام من التخلص منه، وسَعت وزارة الزراعة الأمريكية برنامج مرافق القروض الزراعية. يساعد هذا البرنامج المزارعين في الحصول على قروض منخفضة التكلفة ليحصلوا على خزائن مزارع أكثر حتى يكون باستطاعتهم حماية المزيد من الطعام الذي يمكن أن يهدر.
في الولايات المتحدة الأمريكية، تلقت مؤسسات الأعمال التي أنشأت برامج إنقاذ الطعام مزايا ضريبية من أجل تبرعاتهم وتمت حمايتهم من دعاوى المسئولية القانونية من اتحاد ايمرسون السامري الصالح للتبرعات الغذائية منذ 1996.
إن ميزة العديد من برامج إنقاذ الطعام إنهم يوفروا طعام صحي للذين يحتاجونه ولكن لا تتوافق حالتهم مع متطلبات برامج الدولة للمساعدات الغذائية. توفر العديد من البرامج مساعدات فورية لحالات الطوارئ دون الحاجة لانتظار القيام بالإجراءات اللازمة. تعتبر منظمات إنقاذ الطعام أقل تقييدا بالتكلفة وتوفرالطعام لأنه يتم التخلص من الكثير من الطعام الصالح للأكل ويمكن أخذه مجانًا، لذلك تعد شروط الاستحقاق غير مهمة. في أغلب الأحيان، يسمح هذا النموذج التنظيمي لبرامج إنقاذ الطعام بتوفير المساعدات الغذائية بشكل أسرع، وبمرونة أكثر وسهولة إمكانية الحصول عليها من أنواع أخرى من برامج الإغاثة من الجوع.
على المستوى الشخصي، يقوم الـمهتمون بالبيئة وجامعي القمامة بعمليات استعادة الأطعمة.

## استراتيجيات إعادة استخدام الطعام
هناك العديد من الطرق التي يمكن أن يقوم بها الناس والمنظمات لإعادة استخدام الطعام الذي يمكن أن ينتهي في مكب النفايات. على سبيل المثال: وكالة حماية البيئة الأمريكية توصي بفعل التالي:

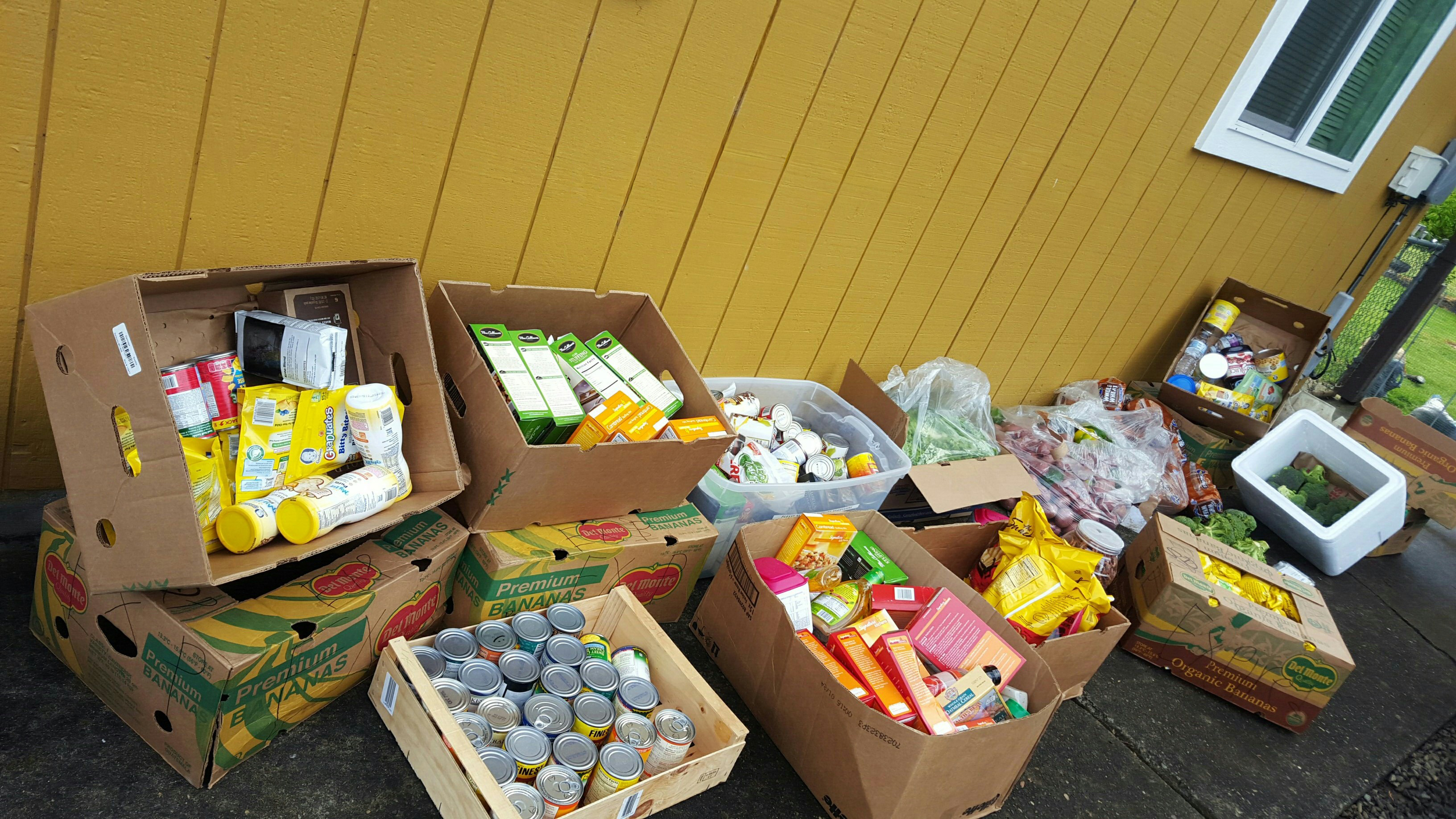
غذاء بدون تواريخ انتهاء الصلاحية ولكن بعد مضي "التاريخ الأفضل" بحلول شهرين تم إنقاذه من الذهاب إلى المكب وتوزيعه على الأشخاص الذين يحتاجون إليه ويريدونه.

### تقليل المصدر
تقليل كمية الطعام المنتج والذي يمكن أن يهدر. يمكن أن يقوم الأفراد بكتابة ما يحتاجون شراءه حتى لا يشتروا أكثر من حاجاتهم.

### استهلاك بشري
يمكن أن تتبرع المنظمات بأطعمة غير قابلة للتلف وأطعمة صالحة قابلة للتلف ولكن صلاحيتها على وشك الانتهاء لبنوك الطعام ومخازن الطعام وبرامج إنقاذ الطعام وأماكن إيواء المشردين والمنظمات الأخرى.

### إطعام الحيوانات

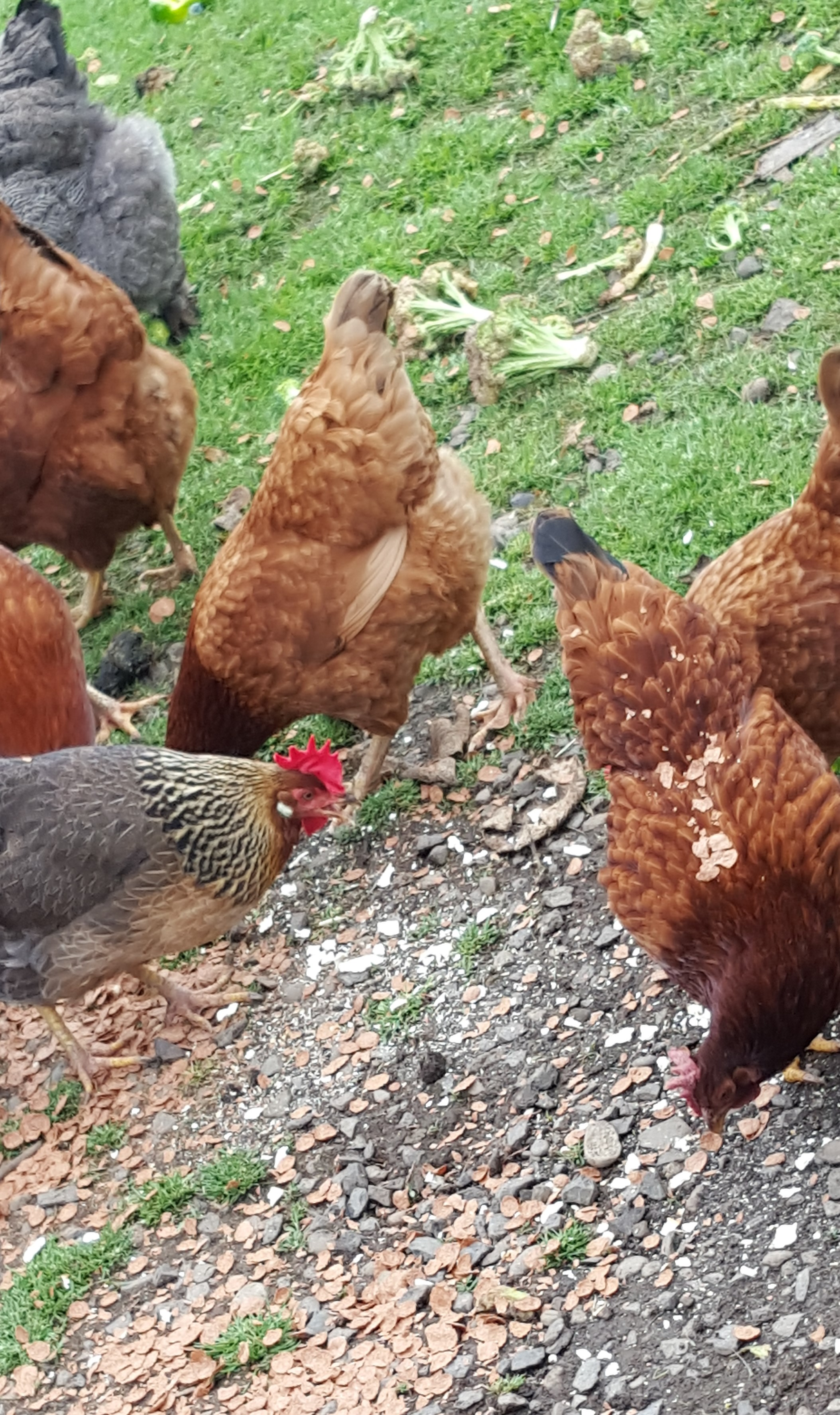
الدجاج يتناول الطعام الذي كان سينتهي في القمامة.

هناك الكثير من الحيوانات التي يمكن أن تأكل بقايا الأطعمة. يجمع بعض المزارعين وجامعي القمامة ومراكز إعادة التدوير بقايا الأطعمة.

### الاستخدامات الصناعية
يعد الهضم اللاهوائي عملية تحويل حيث يتم تحويل بقايا الطعام إلى طاقة متجددة. يفصل الطعام عن أي عملية تعبئة ويتم تحطيمه ليصبح في حالة صالحة أكثر للهضم وبعض ذلك يخلط مع البكتيريا في أحواض خاصة خالية من الأوكسجين. تعمل البكتيريا على تحطيم بقايا الطعام وتحويلها إلى غاز الـميثـان الحيوي الذي يمكن استخدامه في توليد الكهرباء.
تعد عملية التسييل الحراري المائي هي تسخين بقايا الطعام تحت ضغط عالي، مما يحول بقايا الطعام إلى زيت يمكن تكريره لوقود. عند الانتهاء من خطوة التسييل الأولى، تبقى النفايات المائية ثم تدخل في مرحلة الهضم اللاهوائي حيث تحطم الميكروبات غازات الميثان وثاني أوكسيد الكربون الحيوية. تلك الغازات الحيوية يمكن أن تستخدم في التسخين والكهرباء.
يمكن أيضا استخدام منتجات الدهون والزيوت والشحوم واللحوم في الإصدار وإنتاج الديزل الحيوي.

### التسميد
إضافة بقايا نفايات الطعام لسماد موجود. هناك العديد من المزايا للـتسميد لمدافن النفايات العامة، ومن ضمنها تقليل إنتاج غاز الميثان وتحسين جودة التربة.

## الدول

### أستراليا
في أستراليا، تم إنشاء منظمة أو زي هارفست الخيرية في نوفمبر 2004.

### كندا
تعمل مؤسسة سكند هارفست تورونتو بكندا منذ 1985.

### إسرائيل
هناك العديد من المؤسسات الخيرية الخاصة بإنقاذ الطعام خارج الولايات المتحدة مثل ليكيت إسرائيل وهو بنك الطعام الدولي.

### نيوزيلندا
كايبوش هي أول منظمة خيرية لإنقاذ الطعام في نيوزيلندا. وهي في ويلنغتون وتم إنشاؤها في أغسطس 2008. وهي توفر إنقاذ الطعام في مدينة دونيدن في جنوب جزيرة نيوزيلندا وبدأت في العمل في مارس 2012. أما فيرفود وكيويهارفست، فهم يعملان في أوكلاند وتعمل بعض المنظمات الأخرى في هاميلتون وتورانجا وبالمرستون الشمالية كرايستشيرش.

### النرويج
في عام 2015 تمت دراسة، تبين وجود 53 منظمة خيرية لإنقاذ الطعام في النرويج. أكبر المتبرعين هم المتاجر الكبيرة حيث يتبرعون بنسبة 59% ويأتي في المرتبة الثانية المخابز ومنتجو الأطعمة الآخرون. ويعد الموزعون من المنظمات الخيرية، خصوصا ذي الصلة الدينية مثل سالفيشن أرمي وتشيرتش سيتي ميشن. يقوم المتطوعون بأغلب الأعمال دون رواتب. ويعد أغلب المتلقين من مدمني المخدرات والكحول، ولكن يتلقى المشردون والمهاجرون وضحايا العنف المنزلي التبرعات أيضًا. يتم التبرع بالأطعمة في شكل وجبات جاهزة. وأكدت الدراسة أن يتم توزيع أكثر من مليون وجبة سنويًا. ويتم التبرع بالأطعمة الأخرى في شكل أكياس بقالة.
تستخدم المنظمات الخيرية توزيع الأطعمة المجانية كطريقة للاتصال مع الناس الذين يحتاجون مساعدة في التخلص من إدمان المخدرات والمشاكل النفسية المشابهة. يشدد المتطوعون في أغلب الأحيان على أهمية أماكن يمكن أن يختار منها الناس الأطعمة بشكل به كرامة وتقدير بالإضافة إلى إمكانية الحصول على بعض القهوة أو الاستحمام. في بعض الأحيان، يقدم المتطوعون الدعم النفسي أو يساعدوا ناس في أشياء ليس لها علاقة بالحصول على المنتجات الغذائية مثل مشاركتهم ببعض النصائح الخاصة بالعمل أو مساعدة المهاجرين في الإجراءات الإدارية التي تتطلب معرفة باللغة النرويجية.
تتعاون المنظمات الخيرية أحيانا مع بعضها البعض عن طريقة مشاركة نفس بنك الطعام. وهذا يسهل الحفاظ على إمدادات ثابتة من الأطعمة المختلفة للمستخدمين.
قدم بعض المستخدمين تقريرًا بأن تلقي الطعام المجاني يمكن أن يؤدي إلى الوصم بالعار وبذلك، يؤدي إلى الشعور بالدونية أو الاستبعاد الاجتماعي. لمواجهة ذلك، تفرض المنظمات في بعض الأحيان سعر رمزي بهيظ على الأطعمة أو تقدم الطعام في مقابل المشاركة في تحضيره.

### سنغافورة
في سنغافورة، بنك طعام سنغافورة يدير مشروعه الخاص لإنقاذ الطعام عن طريق جمع الطعام الزائد من الأماكن المختلفة حول الجزيرة.

### المملكة المتحدة
بعض المنظمات مثل فيرشير في إنجلترا تعمل مباشرا مع مصانع الطعام لتقليل نفايات الطعام. في عام 2005، أُنقذ أكثر من ألفين طن من الطعام. ووزع ذلك الطعام مجددًا لشبكة الأغذية المجتمعية المكونة من 300 منظمة. ساهم ذلك الطعام في توفير 3.3 مليون وجبة لإثنى عشر شخص محروم يوميا في 34 مدينة حول المملكة المتحدة.

### الولايات المتحدة الأمريكية
في أمريكا، تلتقط العديد من منظمات إنقاذ الغذاء الأغذية وتوزعها في شاحنات مبردة. معظمهم أعضاء في تغذية أمريكا، التي كانت في السابق الحصاد الأمريكي الثاني. تخدم الوكالات المتلقية الناس ذوي الدخل المنخفض أو دون الدخل. في شيكاغو، يدير موقع foodrescue.io أكبر برنامج إنقاذ غذائي للأطعمة المحضرة والقابلة للتلف. يقومون بتنسيق عملية إنقاذ الأغذية الطازجة والمعدة من المطاعم ومحالّ البقالة والمقاهي والمطاعم التي تصل إلى أكثر من 80 منظمة غير ربحية في جميع أنحاء منطقة شيكاغو. في البداية، ركز على جعل الروابط المحلية بين الطعام الزائد والحاجة إلى المنظمات غير الربحية. اعتبارا من عام 2015، يصل الطعام من وسط المدينة والأحياء الثرية أيضا إلى الأحياء في ساوثسايد والوست سايد التي تم تعيينها كصحارى غذائية.
شركة Second Helpings، التي تأسست في إنديانابوليس، إنديانا في عام 1998، تعالج أربعة مشاكل - نفايات الطعام، والجوع، والتدريب الوظيفي، وتوفير العمالة الماهرة لصناعة الخدمات الغذائية المحلية. كل يوم يقوم متطوعون ومساعدين في قسم المساعدة الثانية بإنقاذ وإعداد 3500 وجبة ساخنة ومغذية إلى 70 وكالة للخدمات الاجتماعية. اعتبارًا من يوليو 2013، تخرج أكثر من 500 شخص بالغ من برنامج التدريب على الوظائف الطوعي الثاني الذي يقوم بتدريب البالغين المحرومين على وظائف في قطاع الخدمات الغذائية كطهاة وطهاة تنفيذيين وأصحاب أعمال ومدربين للطهي.
تم إنشاء منظمة إنقاذ الطعام في إنديانابوليس بولاية إنديانا في عام 2007 وهي منظمة مستقلة غير هادفة للربح وهي تجمع أكثر من 500 متطوع الذين يتبرعوا بتسعين دقيقة من وقتهم مرة كل شهر لإنقاذ الطعام الذي لم يتم تقديمه في المطاعم ويوصلوه لمخازن الطعام المحلي. في شيكاغو أنقذت مؤسسة إنقاذ الطعام أطعمة بقيمة مليون دولار سنويا. وللمؤسسة النامية العديد من الفروع في إنديانابوليس، وجرينوود، ومانسي بإنديانا، جرينفيل بساوث كارولينا، تشارلوت بـنورث كارولينا، إف تي وورث بتكساس، منيابولس بمنيسوتا، وسانت بول بمنيسوتا، ونابلس بنيويورك، وفريدريكسبيرغ بنورفولك، وريستون بفيرجينيا.
يدير بنك الطعام لويس تشستر برنامج لإستعادة الطعام في ويستشستر، ونيويورك ويشترك مع المتبرعين من محالّ البقالة وتجار التجزئة المحليين ليوفروا الطعام الطازج للجوعى والذين يعانون من الأمن الغذائي في تلك المقاطعة.
تم إنشاء مؤسسة إنتر فايث فوود شاتل في نورث كارولينا عام 1989 وقد بلغ توزيعها ألفين وثلاثمئة طن سنويا حتى عام 2007. فهم يوزعون لمئتين برنامج، من ضمنهم الملاجئ ومطابخ الحساء وأماكن تجهيز الطعام وسلطات إسكان الأحياء. يحضر المتطوعون أكياس البقالة التي تتكون من الفاكهة الطازجة والخضراوات والخبز ليسلموها من الباب إلى الباب لكبار السن الذين لديهم دخل ثابت والبيوت التي بها والد واحد ولديه دخل ضئيل.
تختص بعض منظمات إنقاذ الطعام في المنتجات الفائضة والتي يصعب توزيعها عن الأطعمة المجهزة بسبب قلة مدة صلاحيتها. ومن تلك المنظمات، فير فودز، وهي توزع المنتجات الفائضة في منطقة بوسطن منذ 1988، وهي توزع أكثر من 6000 باوند من الطعام الطازج يوميا. بهدف إبقاء الجميع في بوسطن في صحة جيدة وفي حالة من الشبع، فير يودز توزع أكياس بها منتجات مختلفة في أكثر من عشرين مكان من محطات مترو الأنفاق.
منظمة سوسايتي أوف سانت أندرو منظمة معتمدة على المتطوعين وتعمل في الالتقاط وهي غير هادفة للربح.
بعض المنظمات مثل وايست نو فوود تستخدم التكنولوجيا لتنبه المنظمات الخيرية بأماكن وأوقات توفر الطعام الزائد لمساعدة في عمليات استعادة الطعام.
هناك بعض المنظمات المعترف بها في المستوى المحلي ومنها سيتي هارفست، ودي سي سنترل كيتشن فورجتن هارفست، وفيلابندانس.
وهناك دليل لمنظمات إنقاذ الطعام وهو ذا فوود ريسكيو لوكاتور.